# ريوج ياماناكا
ريوجِ ياماناكا (باليابانية: 山中 良二) (19 أبريل 1983 في أويتا في اليابان – )؛ هو لاعب كرة قدم ياباني سابق كان يلعب كمدافع.

## روابط خارجية
- ريوج ياماناكا على موقع رابطة كرة القدم اليابانية للمحترفين (اليابانية)